# Zuzanna Morawska
Zuzanna Morawska (ur. 11 sierpnia 1840 w Sokołówku, zm. 6 stycznia 1922 w Mławie) – polska pisarka dla dzieci i młodzieży, działaczka oświatowa.

## Życiorys
W latach 1886–1898 prowadziła z W. Rafalską tajną pensję pod nazwą Szkoły Rzemiosł. Działała w Warszawskim Towarzystwie Dobroczynności. W 1905 roku została aresztowana i była więziona do 1906.
Współpracowała z „Przyjacielem dzieci” i „Bluszczem”.
Autorka powiastek dla małych dzieci: „Z życia małych dzieci”, „Nasi znajomi”, „Lalka panny Gosi” i in. oraz powieści historycznych dla młodzieży: „Wilcze gniazdo” (1885), „Giermek książęcy” (1890), „Jerzy Jaszczur Bażeński” (1898), „Król kurkowy” (1899), „Na zgliszczach Zakonu”(1911), „Rotmistrz wybraniecki”, „Złota ostroga” (1901), „Na posterunku”, „Nigdy”, „Waterloo”, „Na straży”(1917) i in.
Jest patronką Zespołu Placówek Oświatowych nr 3 w Mławie (dawniej: Szkoła Podstawowa nr 7), jej imię nosi również jedna z ulic w Mławie.